# Thành phố chết (phim)
Thành phố chết hay Tôi là huyền thoại (tựa gốc tiếng Anh: I Am Legend) là một bộ phim điện ảnh hành động khoa học viễn tưởng hậu tận thế của Mỹ năm 2007 dựa trên cuốn tiểu thuyết cùng tên, do Francis Lawrence đạo diễn và có sự tham gia của Will Smith trong vai nhà virus học của quân đội Hoa Kỳ Robert Neville. Phim lấy bối cảnh tại thành phố New York sau khi một chủng loại virus vốn được tạo ra để chữa ung thư đã xóa sổ hầu hết nhân loại, để lại duy nhất người sống sót là Neville ở New York cùng với những kẻ đột biến về đêm khác. Neville miễn dịch với virus và anh tiến hành nghiên cứu để phát triển liều thuốc chữa virus trong khi phải tự bảo vệ mình khỏi những kẻ đột biến thù địch. Đây là bộ phim thứ ba chuyển thể từ tiểu thuyết I Am Legend năm 1954 của Richard Matheson, sau The Last Man on Earth (1964) và The Omega Man (1971).
Warner Bros. bắt đầu phát triển Thành phố chết vào năm 1994, và nhiều diễn viên và đạo diễn khác đã lần lượt tham gia dự án, mặc dù việc sản xuất bị trì hoãn do những lo ngại về kinh phí của phim. Việc sản xuất bắt đầu vào năm 2006 tại thành phố New York, và bộ phim được ghi hình tại nhiều địa điểm khác nhau trong thành phố, trong đó có một cảnh quay trị giá 5 triệu USD tại cầu Brooklyn.
Thành phố chết được phát hành vào ngày 14 tháng 12 năm 2007 tại Hoa Kỳ và Canada và là màn ra mắt phim thành công nhất đến nay (nếu không tính theo lạm phát) cho một bộ phim không lấy chủ đề Giáng sinh được phát hành ở Mỹ vào tháng 12 và là tác phẩm điện ảnh có doanh thu cao thứ 7 năm 2007, khi thu về 256 triệu USD trong nước và 329 triệu USD trên thị trường quốc tế, với tổng doanh thu là 585 triệu USD. Bộ phim đã nhận được hầu hết những đánh giá tích cực với những lời khen ngợi dành cho diễn xuất của Smith, tuy nhiên Thành phố chết bị các nhà phê bình chỉ trích do sự khác biệt từ nguyên tác tiểu thuyết, đặc biệt là ở đoạn kết.

## Nội dung
Vào năm 2009, một loại virus sởi tái cấu trúc di truyền, ban đầu được tạo ra như một phương thuốc chữa ung thư, đã làm cho nền văn minh của thế giới sụp đổ. Virus quét sạch 90% dân số thế giới (5,4 trong số 6 tỷ người) và làm 9,8% (588 triệu) biến đổi thành những sinh vật đột biến ăn thịt người, được gọi là Kẻ săn đêm; chúng chỉ hoạt động sau hoàng hôn và ánh sáng mặt trời có thể gây tổn thương lên bọn chúng. Trong khi đó, 0,2% dân số còn lại (12 triệu người) miễn dịch với virus và trở thành con mồi của Kẻ săn đêm.
Ba năm sau khi dịch bệnh bùng phát, nhà virus học của quân đội Hoa Kỳ là Trung tá Robert Neville sống biệt lập ở Manhattan và cố gắng tìm kiếm những người sống sót. Công việc hàng ngày của Neville bao gồm thử nghiệm trên những con chuột bị nhiễm bệnh để tìm ra cách chữa trị virus, tìm kiếm thức ăn và vật phẩm, và đợi chờ những người sống sót gặp mình ở Cảng biển phía Nam, nếu họ nghe được những cuốn băng ghi âm của Neville phát trên đài phát thanh. Trong đoạn hồi tưởng, Neville tiết lộ rằng vợ và con gái anh đã chết trong cuộc di tản ở Manhattan khi quân đội phong tỏa hòn đảo vào năm 2009. Neville ở lại đảo cùng với nhiều quân nhân khác. Những người bạn đồng hành duy nhất của Neville là một cô chó Béc-giê giống cái tên Sam, một số ma-nơ-canh mà anh thường "trò chuyện" và các nhân vật trong những cuốn băng. Ban đêm, anh sống trong một ngôi nhà ở Công viên Washington Square được thiết kế vững chắc để trốn tránh Người bóng tối.
Một ngày nọ, Sam đuổi theo một con nai và chạy vào một tòa nhà. Neville theo sau và tìm thấy xác chết của con nai, rồi bị một Kẻ săn đêm tấn công. Neville và Sam sau đó thoát ra ngoài và Người bóng tối kia bị ánh sáng mặt trời thiêu chết. Neville tìm ra một phương pháp điều trị đầy hứa hẹn bắt nguồn từ máu của chính mình, vì vậy anh đặt bẫy và bắt một Kẻ săn đêm nữ. Một Kẻ săn đêm khác đuổi theo anh nhưng bị ánh sáng mặt trời ngăn cản khiến nó rút lui. Sau khi bắt được Kẻ săn đêm nữ, Neville đã thực hiện một số thử nghiệm trên nó nhưng không thành công. Ngày hôm sau, Neville phát hiện "Fred", một ma-nơ-canh (vốn được để ở một cửa hàng), đang đứng trước tòa nhà Grand Central Terminal và anh bắt đầu nã đạn vào nó. Sau đó, Neville bị mắc kẹt trong một cái bẫy tương tự như cái mà anh đã sử dụng để bắt Kẻ săn đêm nữ. Khi Neville thoát khỏi cái bẫy, mặt trời dần nhường chỗ cho bóng đêm và anh bị những con chó nhiễm bệnh tấn công. Neville và Sam giết chết chúng nhưng Sam đã bị cắn trong cuộc giao chiến.
Neville tiêm cho Sam một ống huyết thanh,nhưng khi Sam có dấu hiệu bị nhiễm trùng,Neville buộc phải bóp cổ con chó đến chết trước khi bị biến đổi.Đau lòng và phẫn nộ nên ngày hôm sau,Neville cố gắng tấn công một nhóm Kẻ săn đêm nhưng lại suýt bị chúng giết chết.Sau đó anh được giải cứu bởi Anna Montez và cậu bé Ethan,những người có khả năng miễn dịch và phát hiện ra anh và cứu mạng.Cả hai đưa Neville về nhà,nơi Anna giải thích rằng họ là những người sống sót duy nhất trên con tàu của Hội Chữ thập đỏ  đi đến São Paulo và họ đang tìm cách đến căn cứ của những người sống sót ở Bethel, Vermont.Neville phủ nhận điều này và nói rằng những nơi như vậy không còn tồn tại.Hai bên xảy ra tranh cãi kịch liệt và cuối cùng tạm gác bất đồng hướng đến mục tiêu chung
Neville thay đổi phương pháp chữa bệnh và tiêm thuốc cho Kẻ săn đêm nữ.Tối hôm sau,rất nhiều Kẻ săn đêm tấn công ngôi nhà. Neville, Anna và Ethan giết chết vài tên quái vật, chạy xuống tầng hầm và trốn sau một tấm kính.Neville nhận ra lần điều trị cuối cùng đã thành công,nhưng tình huống đã trở nên nghiêm trọng hơn khi Kẻ săn đêm đầu đàn (đã đuổi theo Neville khi anh bắt Kẻ săn đêm nữ) bắt đầu đập vào tấm kính.Neville lấy ống tiêm chứa máu của Kẻ săn đêm nữ rồi đưa nó cho Anna,trước khi đề nghị cô và Ethan trốn trong chỗ an toàn.Neville sau đó lấy một quả  lựu đạn  trong ngăn tủ và rút chốt,vụ nổ giết chết anh và những Kẻ săn đêm.Ngày hôm sau,Anna và Ethan đến căn cứ ở Vermont,nơi cả hai được chào đón bởi các sĩ quan quân đội và những người sống sót khác trước khi Anna trao cho họ thuốc giải.Anna thuật lại nỗ lực và sự hi sinh của Neville để cứu lấy nhân loại và những điều đó đã làm cho anh trở thành huyền thoại.
Ở kết thúc thứ hai,khi tấn công phòng thí nghiệm,Kẻ săn đêm đầu đàn đã tạo ra một vết nứt hình con bướm khi đập vào tấm kính.Vết nứt khiến Neville liên tưởng đến hình xăm của Kẻ săn đêm nữ và anh nhận ra rằng hắn ta chỉ đang cố gắng đòi lại vợ mình.Neville đặt súng xuống và trả lại Kẻ săn đêm nữ.Neville và Người bóng tối nhìn nhau chằm chằm,rồi Neville xin lỗi sau khi thấy những giọt nước mắt lăn dài trên má của Người bóng tối.
Kẻ săn đêm lúc đầu dự định sẽ giết Neville,nhưng đã chấp nhận lời xin lỗi và ra lệnh cho đồng bọn rời đi. Neville nhìn những bức ảnh của vô số đối tượng mà anh thử nghiệm,và bắt đầu suy nghĩ về bản thân mình. Neville nhận ra rằng trong mắt Kẻ săn đêm,anh cũng chỉ là một con quái vật,chuyên bắt giữ giống loài của chúng phục vụ cho các cuộc thí nghiệm.Neville,Anna và Ethan sau đó lái xe đến căn cứ của những người sống sót ở Vermont;khi ấy,Anna đưa ra bản tường thuật đầy sự hãi nhưng tràn đầy hy vọng,và rồi kết thúc bằng câu nói "Các bạn không đơn độc".

## Diễn viên
- Will Smith trong vai Trung tá Robert Neville: Một cựu nhà virus học của Quân đội Hoa Kỳ trước bệnh dịch trên toàn thế giới, anh mất vợ và con gái trong một vụ tai nạn trực thăng ngay sau khi Manhattan bị cách ly và dành ba năm tiếp theo để cố gắng tìm cách chữa trị trong khi tự bảo vệ mình trước Người bóng tối. Anh miễn nhiễm với virus và sử dụng các lọ máu của mình để cố gắng tạo ra một phương pháp chữa bệnh.
- Alice Braga trong vai Anna Montez: Một người sống sót từ Brazil, cô đã trải qua nhiều ngày bị giam giữ trên một con tàu của Hội Chữ thập đỏ ở Philadelphia. Sau khi thành phố bị tràn ngập, cô ở lại với Ethan và một số người sống sót khác trên con tàu, nhưng cuối cùng chỉ có Ethan và cô sống sót vì họ đã được miễn dịch và những người khác đều bị nhiễm bệnh hoặc bị giết. Cô theo dõi chương trình phát sóng của Neville để tìm kiếm anh.
- Charlie Tahan trong vai Ethan: Một cậu bé đến từ Philadelphia, người đã dành thời gian trên con tàu của Hội Chữ Thập Đỏ cùng với Anna và đi cùng cô khi con tàu bị tràn.
- Emma Thompson trong vai Tiến sĩ Alice Krippin: bác sĩ tạo ra thuốc chữa ung thư, cô đã vô tình đưa nhân loại đến bờ vực diệt vong. Neville đặt tên cho virus là "virus Krippin".
- Salli Richardson trong vai Zoe Neville, vợ của Robert
- Willow Smith trong vai Marley Neville, con gái của Robert
- Dash Mihok trong vai Alpha Male, nam giới thống trị của các dị nhân giống ma cà rồng, Người bóng tối, quyết tâm giành lại vợ của mình từ Neville, bất chấp việc Neville xem chúng là những sinh vật vô tâm và vô cảm.
- Joanna Numata trong vai Alpha Female, vợ của Alpha Male, người bị Neville bắt và được dùng làm đối tượng để chữa bệnh.
- Darrell Foster trong vai Mike
- Pat Fraley trong vai giọng nói của Tổng thống Hoa Kỳ
- Mike Patton lồng tiếng cho Người bóng tối